# جوزپه مرکالی
جوزپه مرکالی (ایتالیایی: Giuseppe Mercalli؛ ۲۱ مه ۱۸۵۰ – ۱۹ مارس ۱۹۱۴) یک دانشمند در زمینه آتشفشان‌شناسی و کشیش کلیسای کاتولیک اهل پادشاهی ایتالیا بود. بیشترین شهرت او به دلیل مقیاس شدت مرکالی است که در اندازه‌گیری زمین‌لرزه به‌کار می‌رود.